# آنت هادینگ
آنت هادینگ (آلمانی: Annette Hadding؛ زادهٔ ۳ دسامبر ۱۹۷۵) شناگر اهل آلمان بود.